# Cesar Ruiz
Cesar Ruiz (Camden, 14 giugno 1999) è un giocatore di football americano statunitense che milita nel ruolo di centro per i New Orleans Saints della National Football League (NFL).

## Carriera universitaria
Ruiz disputò 10 partite nella sua prima stagione, di cui 5 come titolare, giocando anche come long snapper. La prima gara come titolare fu contro Minnesota. L'anno seguente partì come titolare in tutte le 13 gare di Michigan, venendo inserito nella terza formazione ideale della Big Ten Conference.
Nel 2019, Ruiz disputò come centro titolare tutte le 13 partite, concedendo solo 8 pressioni sul quarterback in 447 snap, venendo premiato come miglior centro sui blocchi da Pro Football Focus e venendo inserito nella seconda formazione ideale della conference. A fine stagione decise di passare tra i professionisti.

## Carriera professionistica
Ruiz fu scelto nel corso del primo giro (24º assoluto) del Draft NFL 2020 dai New Orleans Saints. Debuttò come professionista nel Monday Night Football della settimana 2 giocando il 10% degli snap offensivi. La sua stagione da rookie si concluse con 15 presenze, di cui 9 come titolare.